# Duży Jabłuszek
Duży Jabłuszek (dodatkowa nazwa w j. kaszub. Dużi Jabùszk; niem. Jabluschek) – osada kaszubska w Polsce położona w województwie pomorskim, w powiecie kościerskim, w gminie Lipusz nad południowym brzegiem jeziora Wieckiego.
W latach 1975–1998 miejscowość administracyjnie należała do województwa gdańskiego.